# Arnaldo Forlani
Arnaldo Forlani (Pesaro, 1925. december 8. – Róma, 2023. július 6.) kereszténydemokrata olasz politikus, 1980–81-ben Olaszország miniszterelnöke volt.

## Politikai pályája
Az Urbinói Egyetemen végzett jogi tanulmányok, után gyors karriert futott be a DC-n belül: 1948-ban a párt titkára lett Urbino megyében, 1954-ben az igazgatótanács tagja, 1962–69 között első helyettese, majd 1969–73-ban a Democrazia Cristiana titkára volt.
Arnaldo Forlani, aki először 1958-ban lett parlamenti képviselő, több alkalommal volt miniszter:
- 1968–69-ben az állami tulajdonokért felelős miniszter,
- 1969-ben tárca nélküli miniszter (a NATO-val fenntartott kapcsolatok felelőse)
- 1974-ben védelmi miniszter
- 1976–79 külügyminiszter

1980 februárjától októberig a DC Nemzeti Tanácsának elnöke volt. Ezt a posztot azonban feladta, és néhány hónapig, 1980. október 12-től 1981. május 26-ig, Olaszország miniszterelnöke. Le kellett mondania a kormányzásról, miután a P2 szabadkőműves páholy körüli affér által kiváltott kormányátalakítás meghiúsult a Partito Socialista Italiano (PSI) akkori főtitkára, Bettino Craxi ellenállása miatt. A későbbi Craxi-kormányban (1983–1987) azonban Forlani miniszterelnök-helyettes volt, és a DC központjának képviselőjeként garantálta ennek a koalíciós kormánynak a stabilitását.
Arnaldo Forlanit 1976-ban Benigno Zaccagnini, 1982-ben pedig Ciriaco De Mita győzte le, amikor a DC főtitkárává választották őket. A harmadik próbálkozásra a DC 22-i kongresszusán sikerült: 1989 februárjában végül a párt főtitkárává választották.
1989 és 1993 között az Európai Parlament tagja volt.
Élete 98. évében, Rómában hunyt el.

## Fordítás
- Ez a szócikk részben vagy egészben  az   Arnaldo Forlani című német Wikipédia-szócikk ezen változatának fordításán alapul.  Az eredeti cikk szerkesztőit annak laptörténete sorolja fel. Ez a jelzés csupán a megfogalmazás eredetét és a szerzői jogokat jelzi, nem szolgál a cikkben szereplő információk forrásmegjelöléseként.